# Ohrisaari
Ohrisaari är en ö i Finland. Den ligger i sjön Jämijärvi och i kommunen Jämijärvi i den ekonomiska regionen  Norra Satakunta ekonomiska region  och landskapet Satakunta, i den sydvästra delen av landet, 210 km nordväst om huvudstaden Helsingfors. Öns area är 5,8 hektar och dess största längd är 400 meter i nord-sydlig riktning.